# 黄電
黄電（きいでん）は、名古屋市営地下鉄東山線・名城線（一部は現・名港線）に在籍した車両群の愛称。

## 概要
1957年（昭和32年）11月15日に1号線（現・東山線）名古屋 - 栄町（現・栄）間が開業した。開業時に営業運転を開始した100形は名古屋市出身の画家杉本健吉が「暗い地下鉄内でも明るく見えるように」ということで採用した黄色1色（正確にはウィンザーイエロー）の塗装で登場した。この100形は名古屋市民を驚かせ、いつしか地元の女子高校生によって「黄電」と呼ばれるようになった。
共通の特徴として非冷房、全車電動車、蛍光灯の隅配置、荷物棚の非設置などがある。「黄電」という名称に対し、名古屋市営地下鉄の冷房車のことを「銀電（ぎんでん）」と呼ぶこともあった。
名古屋市交通局が設立100周年を迎える2022年度（令和4年度）には100周年事業の一環として東山線と名城線・名港線で黄電のラッピング車両が運行される。東山線では5050形5177編成、名城線・名港線では2000形2134編成に黄電を模したラッピングが施されている。資金はクラウドファンディングで集められた。

## 車両
一般的に「黄電」とは次の7系列（16形式）を指す。
- 東山線
  - 100形・200形・250形
  - 300形
- 名城線（現・一部は名港線）
  - 1000形・1100形・1200形

### 系譜
ウィンザーイエローは黄電の営業運転終了後も東山線のラインカラーとして帯を5000形・5050形・N1000形の腰部に巻いている。なお、N1000形の導入に伴い、5000形は2015年（平成27年）8月28日を最後に営業運転を終了した。

## 廃車
1980年代以降、名古屋市営地下鉄の冷房車（5000形・5050形・2000形）の導入に伴い、名城線（現・一部は名港線）1000形系列は2000年（平成12年）3月31日、東山線300形は4月11日を最後に営業運転を終了したことにより、名古屋市営地下鉄の非冷房車は営業線上から姿を消した。